# Uichiro Hatta
Uichiro Hatta (八田 卯一郎, Hatta Uichiro, Osaka, 10 september 1903 – Fujisawa, 20 april 1989) was een Japans voetballer die als middenvelder speelde.

## Japans voetbalelftal
Uichiro Hatta maakte op 17 mei 1925 zijn debuut in het Japans voetbalelftal tijdens een Spelen van het Verre Oosten tegen Filipijnen. Uichiro Hatta debuteerde in 1925 in het Japans nationaal elftal en speelde 2 interlands.

## Statistieken
| Japans voetbalelftal | Japans voetbalelftal | Japans voetbalelftal |
| Jaar                 | Wed.                 | Dlp.                 |
| -------------------- | -------------------- | -------------------- |
| 1925                 | 2                    | 0                    |
| Totaal               | 2                    | 0                    |